# Michelle Goos
Michelle Goos (nascida em 27 de dezembro de 1989) é uma handebolista holandesa. Integrou a seleção holandesa feminina que terminou na quarta posição no handebol dos Jogos Olímpicos de Verão de 2016, realizados no Rio de Janeiro, Brasil. Atua como ponta esquerda e joga pelo clube Buxtehuder SV (#15). Foi medalha de prata no Campeonato Mundial de Handebol Feminino de 2015, na Dinamarca.